# Prawo zatrzymania
Prawo zatrzymania (prawo retencji od łac. ius retentionis) – instytucja wywodząca się z prawa rzymskiego rzeczowego. Należy do gałęzi prawa cywilnego, jest uregulowane przez art. 461 i 496 oraz 497 Kodeksu cywilnego. Istotą tej instytucji jest to, że osoba zobowiązana do wydania cudzej rzeczy może zatrzymać ją do chwili zaspokojenia lub zabezpieczenia przysługujących jej roszczeń o zwrot nakładów na rzecz oraz roszczeń o naprawienie szkody przez rzecz wyrządzonej (nie dotyczy sytuacji, w której obowiązek wydania rzeczy wynika z czynu niedozwolonego, najmu, dzierżawy, użyczenia).
Rzecz można również zatrzymać, jeżeli wskutek odstąpienia od umowy (lub jej rozwiązania albo nieważności) strony mają dokonać zwrotu świadczeń wzajemnych; każdej z nich przysługuje prawo zatrzymania, dopóki druga strona nie zaofiaruje zwrotu otrzymanego świadczenia albo nie zabezpieczy roszczenia o zwrot.